# 동성결합
동성결합(同性結合, 영어: same-sex relationship)은 생물학적 또는 사회적으로 같은 성별을 지닌 사람들 간에 낭만적, 성적으로 끌려 형성된 관계를 가리킨다. 동성연애, 동성결혼, 동거동반자관계, 시민 결합 등의 형태로 나타난다. 

## 법적 권리
동성결합이 법적으로 보호되는 국가가 있는 반면에 동성결합 행위에 대한 공식적인 불이익이 존재하는 나라도 있다.

## 같이 보기
- 구애